# Ulique
Ulique (em armênio: Ուղիք; romaniz.: Ułik’), Ule (Ուղե, Ułe) ou Ulaie (Ուղայե, Ułaye) foi uma fortaleza (berde) do distrito (gavar) de Masiazócia, na província de Airarate do Reino da Armênia. Estava localizada na margem direita do rio Aras, junto da vila homônima. Foi mencionada pela primeira vez no início do século VII, quando o católico Cristóvão II (r. 628–630) renunciou sua posição em 630 e foi viver num eremitério ali. O historiador Leôncio, o Vardapetes (século VIII), ao tratar da Batalha de Vardanacerta de 703, mencionou que os combatentes armênios cruzaram a fronteira de Ulaie e chegaram à cidade de Acorri. Mais tarde, Tomás Arzerúnio (século X) comentou que o príncipe Cacício I (r. 904–937/43) aproveitou a partida do emir Iúçufe para tomar a fortaleza de Ule e seu distrito circundante.